# Diplocladon indicum
Diplocladon indicum är en skalbaggsart som beskrevs av Henry Stephen Gorham 1903. Diplocladon indicum ingår i släktet Diplocladon och familjen Rhagophthalmidae. Inga underarter finns listade i Catalogue of Life.